# آلان غوث
آلان غوث (بالإنجليزية: Alan Guth) فيزيائي وفلكي أمريكي اشتهر بأعماله في نظريات الجسيمات الأولية وبكونه الواضع لنظرية التضخم الكوني وقد ولد في 27 فبراير 1947 في نيوبرونزويك في ولاية نيوجيرسي في الولايات المتحدة.